# هاپنکورت
هاپنکورت (به فرانسوی: Happencourt) یک کمون (فرانسه) در فرانسه است که در ان (ا-دو-فرانس) واقع شده‌است. هاپنکورت ۵٫۱۸ کیلومتر مربع مساحت دارد ۸۹ متر بالاتر از سطح دریا واقع شده‌است.